# Zeilen op de Middellandse Zeespelen 2005
Zeilen is een van de sporten die beoefend werden tijdens de Middellandse Zeespelen 2005 in Almería, Spanje. Er waren vijf onderdelen: drie voor mannen, twee voor vrouwen.

## Uitslagen

#### Mannen
| Event   | Goud                                  | Goud    | Zilver                           | Zilver  | Brons                        | Brons   |
| ------- | ------------------------------------- | ------- | -------------------------------- | ------- | ---------------------------- | ------- |
| Laser   | Vasilij Zbogar                        | 1,0 ptn | Diego Negri                      | 2,0 ptn | Thomas Le Breton             | 3,0 ptn |
| 470     | Gabrio Zandona en Francesco Dellatore | 1,0 ptn | Enrico Fonda en Pietro Zucchetti | 2,0 ptn | Ante Cesic en Ante Kujundzic | 3,0 ptn |
| Mistral | Julien Bontemps                       | 1,0 ptn | Nicolas Huguet                   | 2,0 ptn | Ivan Pastor                  | 3,0 ptn |

#### Vrouwen
| Event | Goud                                    | Goud    | Zilver                              | Zilver  | Brons                    | Brons   |
| ----- | --------------------------------------- | ------- | ----------------------------------- | ------- | ------------------------ | ------- |
| Laser | Sophie De Turckheim                     | 1,0 ptn | Solenne Brain                       | 2,0 ptn | Eftychia Mantzaraki      | 3,0 ptn |
| 470   | Camille Lecointre en Gwendolyn Lemaitre | 1,0 ptn | Nathalie Via Dufresne en Laia Tutzo | 2,0 ptn | Teja Cerne en Alja Cerne | 3,0 ptn |

## Medaillespiegel
| Plaats | Land        | Goud | Zilver | Brons | Totaal |
| 1      | Frankrijk   | 3    | 2      | 1     | 6      |
| 2      | Italië      | 1    | 2      | 0     | 3      |
| 3      | Slovenië    | 1    | 0      | 1     | 2      |
| 4      | Spanje      | 0    | 1      | 1     | 2      |
| 5      | Griekenland | 0    | 0      | 1     | 1      |
| 5      | Kroatië     | 0    | 0      | 1     | 1      |
| Totaal | Totaal      | 5    | 5      | 5     | 15     |

1955 · 1959 · 1963 · 1971 · 1975 · 1979 · 1983 · 1991 · 1993 · 1997 · 2001 · 2005 · 2009 · 2013 · 2018 · 2022
Atletiek · Basketbal · Bocce · Boksen · Boogschieten · Gewichtheffen · Golf · Gymnastiek · Handbal · Judo · Kanovaren · Karate · Paardensport · Roeien · Schermen · Schietsport · Tafeltennis · Tennis · Voetbal · Volleybal · Waterpolo · Wielersport · Worstelen · Zeilen · Zwemmen